# Kisújszállás
Kisújszállás (în română Sălașul Nou) este un oraș în districtul Karcag, județul Jász-Nagykun-Szolnok, Ungaria, având o populație de 11.739 de locuitori (2011). 

## Demografie
Componența etnică a orașului Kisújszállás
     Maghiari (94,45%)
     Romi (4,5%)
     Necunoscut (0,31%)
     Alții (0,75%)
Componența confesională a orașului Kisújszállás
     Fără religie (46,72%)
     Reformați (18,29%)
     Romano-catolici (5,85%)
     Atei (1,24%)
     Necunoscută (27,62%)
     Alte religii (1,3%)
Conform recensământului din 2011, orașul Kisújszállás avea 11.739 de locuitori. Din punct de vedere etnic, majoritatea locuitorilor (94,45%) erau maghiari, cu o minoritate de romi (4,5%). Apartenența etnică nu este cunoscută în cazul a 0,31% din locuitori. Nu există o religie majoritară, locuitorii fiind persoane fără religie (46,72%), reformați (18,29%), romano-catolici (5,85%) și atei (1,24%). Pentru 27,62% din locuitori nu este cunoscută apartenența confesională.